# Jean de Palaprat
Pour les articles homonymes, voir Palaprat.
Jean de Palaprat, sieur de Bigot, né à Toulouse en mai 1650 et mort à Paris le 4 octobre 1721, est un avocat et dramaturge français.

## Biographie
Il fut le complice de David Augustin de Brueys, avec qui il écrivit de nombreuses pièces de théâtre. Les Œuvres de théâtre de Messieurs Brueys et de Palaprat ont paru en cinq volumes en 1755.
Jean de Palaprat fut l'un des premiers mainteneurs de l'Académie des Jeux floraux en 1694, au fauteuil 29.

## Œuvres
- avec Charles-Claude Genest (1639-1721) et David Augustin de Brueys (1640-1723), Joseph , tragédie, sera représentée au Collège du Plessis-Sorbonne, pour la distribution des prix, le mardi, dix-neuviéme jour d'août 1755, à une heure précise après midi, chez Thiboust imprimeur, Paris, 1755 (lire en ligne)
- Ouverture des Jeux floraux de Toulouse , mise en musique par le sieur Aphrodise, maistre de musique du vénérable chapitre de Saint-Sernin et chantée dans le grand Consistoire de l'Hôtel-de-ville, le 5 avril 1684, chez Guillaume-Louis Colomiez & Jérôme Posuel, Toulouse, 1684 (lire en ligne)
- Le Muet, comédie, chez Thomas Guilain, Paris, 1693 (lire en ligne)
- Le Grondeur, comédie, chez Thomas Guilain, Paris, 1693 (lire en ligne)
- L'Important de cour, comédie, chez Jacob Van Ellinckhuysen, La Haye, 1694 (lire en ligne)
- Le Concert ridicule, comédie, chez Jacob Van Ellinckhuysen, La Haye, 1694 (lire en ligne)
- La Femme d'intrigues, comédie, chez Abraham de Hondt et Jacob Van Ellinckhuysen, La Haye, 1695 (lire en ligne)
- Les Mœurs du tems, comédie, chez Jacob Van Ellinckhuysen, La Haye, 1696 (lire en ligne)
- Le Négligent, comédie, chez Jacob Van Ellinckhuysen, La Haye, 1697 (lire en ligne)
- L'Avocat patelin, comédie en trois actes, chez J. N. Barba, Paris, 1816, nouvelle édition (lire en ligne)
- Œuvres de théâtre de Messieurs de Brueys et de Palaprat, chez Briasson, Paris, 1755-1756, tome 1, tome 2, tome3, tome 4, tome 5

### Biographie
- [Du Mège 1823] Alexandre Du Mège, Étienne-Léon de Lamothe-Langon et Jean Théodore Laurent-Gousse, « Palaprat (Jean) », dans Biographie toulousaine ou Dictionnaire historique des personnages qui par des vertus, des talens, des écrits, de grandes actions, des fondations utiles, des opinions singulières, des erreurs, etc. se sont rendus célèbres dans la ville de Toulouse, ou qui ont contribué à son illustration, t. 2, Chez Louis Gabriel Michaud imprimeur-libraire, 1823 (lire en ligne), p. 123-127
- [Palaprat 1909-1] François de Gélis, « Autour de Palaprat : I- Palaprat à Rome et à Paris-Il est nommé fournisseur des devises de Madame la Dauphine-Palaprat auteur dramatique, sa collaboration avec Brueys », Revue des Pyrénées et de la France méridionale, Association pyrénéenne et de l'Union des sociétés savantes du Midi, t. 21,‎ 1909, p. 188-204 (lire en ligne)
- [Palaprat 1909-2] François de Gélis, « Autour de Palaprat : II- Palaprat à Toulouse-Sa jeunesse-Ses succès aux jeux floraux-Son accession capitoulat-Son affiliation aux Lanternistes-Son rôle littéraire et politique-Son mariage et ses relations », Revue des Pyrénées et de la France méridionale, Association pyrénéenne et de l'Union des sociétés savantes du Midi, t. 21,‎ 1909, p. 357-379, 589-607 (lire en ligne)
- [Palaprat 1910] François de Gélis, « Autour de Palaprat : Palaprat est nommé secrétaire des commandements du Grand-Prieur de Vendôme-Ses campagnes en Flandre, en Italie et en Espagne-Il revient à Paris, ses dernières années. Coup d'œil d'ensemble sur son œuvre littéraire et dramatique », Revue des Pyrénées et de la France méridionale, Association pyrénéenne et de l'Union des sociétés savantes du Midi, t. 22,‎ 1910, p. 75-94 (lire en ligne)